# Kostel Saint-Joseph-des-Carmes
Kostel Saint-Joseph-des-Carmes (neboli svatého Josefa od karmelitánů, francouzsky Église Saint-Joseph-des-Carmes) je římskokatolický kostel v 6. obvodu v Paříži, který se nachází na adrese 70, Rue de Vaugirard. Je postaven v klasicistním slohu podle vzoru kostela Il Gesù v Římě. Od roku 1910 je chráněn jako historická památka.

## Historie
Kolem roku 1610 do Paříže přišli z Janova bosí karmelitáni, kteří se usadili v Rue de Vaugirard a zřídili zde klášter. V roce 1613 položila Marie Medicejská základní kámen pro kostel, který byl dokončen roku 1620. V roce 1625 zasvěcen svatému Josefovi. Architekt není znám. Vzhledem k italskému vlivu se za autora někdy pokládá Jacques Lemercier, který se roku 1612 vrátil ze svého pobytu v Římě do Paříže. Za Francouzské revoluce byl klášter zrušen a od roku 1792 sloužil jako vězení. Byli zde internováni kněží, kteří odmítli přísahat na občanskou ústavu duchovenstva, většina z nich byla zavražděna během zářijových masakrů a jejich ostatky byly uloženy do kostela. V roce 1797 koupila karmelitánka Camille de Soyécourt kostel a část zrušeného konventu a obnovila zde klášter. Roku 1845 prodala budovy pařížskému arcibiskupství, které zde v roce 1875 zřídilo Institut catholique de Paris. Od roku 1901 jsou budovy bývalého kláštera i kostel v majetku města Paříže.

## Architektura
Průčelí s pilastry je rozděleno kordonovou římsou na dvě podlaží a zakončeno trojúhelníkovým štítem s nikou uprostřed, ve které je socha Panny Marie. Střed fasády je prolomen mohutným třídílným oknem. V bočních nikách se nacházejí sochy Terezie z Ávily a svatého Josefa. Ve štítu nad portálem je rovněž nika se sochou. Voluty na bočních stranách fasády zakrývají opěrný systém lodě. Nad křížením vystupuje kupole zakončená lucernou.
Interiér tvoří jedna loď zakončená valenou klenbou se dvěma poli. Po obou stranách se nacházejí arkády na mohutných pilířích s pilastry z umělého mramoru, přes které se vstupuje do bočních kaplí. Transept má stejnou šířku jako hlavní loď. Původní chór řádových bratří nyní zaplňuje hlavní oltář.

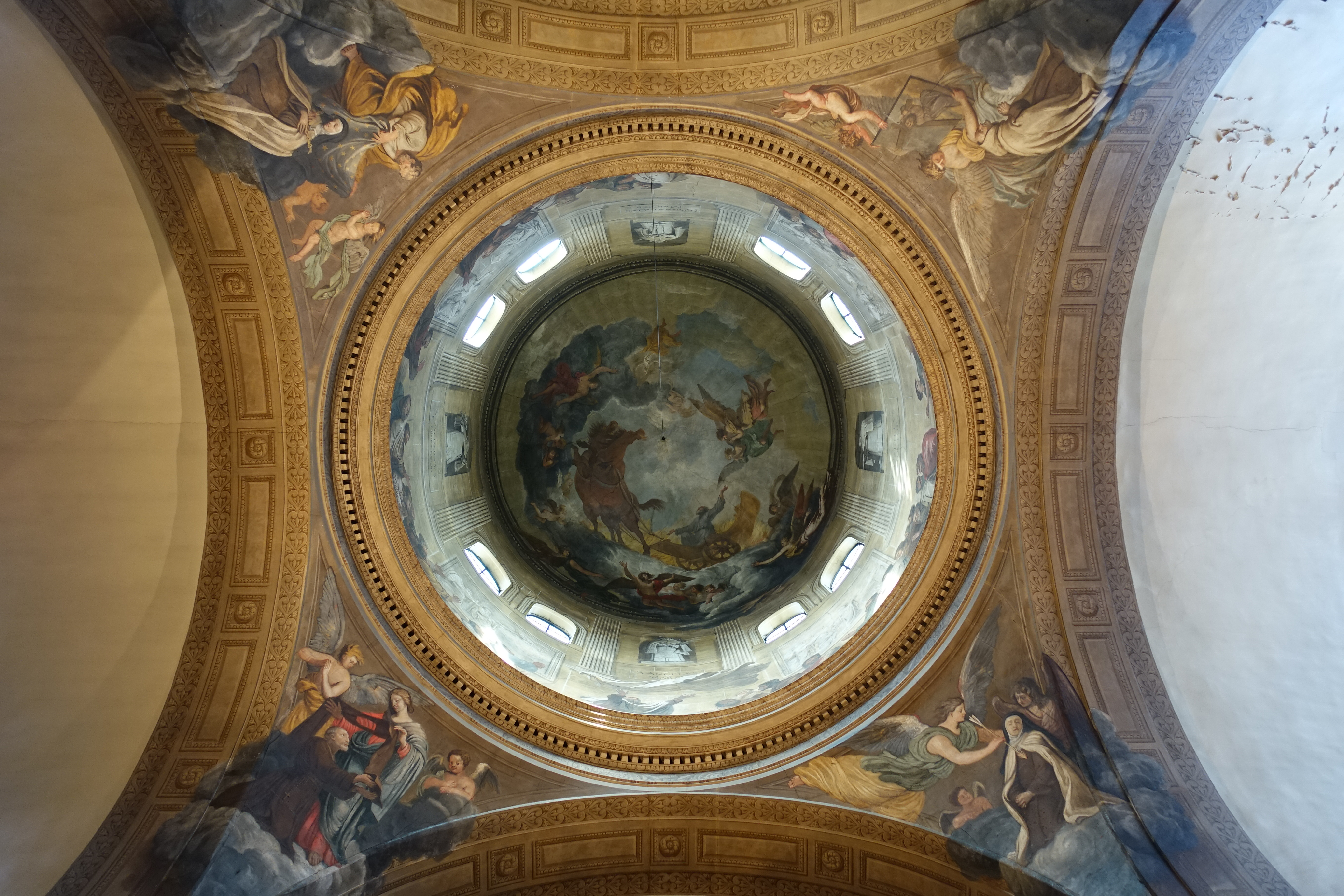
Malba v kupoli

Kupole je zdobena monumentální malbou trompe l'oeil, kterou vytvořil Walthère Damery (1614–1678). Představuje proroka Eliáše, který jede do nebe se svým ohnivým vozem. Za iluzivní balustrádou tuto scénu sledují četní diváci. V pendentivech jsou vyobrazeni významní světci karmelitánského řádu: Terezie z Ávily, Jan od Kříže, Šimon Stock a Terezie z Lisieux.
V kryptě se nacházejí hroby řádových bratří a ostatky duchovních zavražděných během revoluce. Rovněž je zde pohřben zakladatel bratrstva sv. Vincence z Pauly Frédéric Ozanam (1813–1853), který byl v roce 1997 blahořečen.

## Vybavení
- Hlavní oltář je po obou stranách doplněn dvojicemi černých mramorových sloupů. Oltářní obraz z roku 1624 od Quentina Varina (asi 1570–1634) představuje Uvedení Páně do chrámu. Po stranách stojí sochy proroka Eliáše a svaté Terezie z Ávily. Do soklu oltáře je zapuštěn mramorový reliéf ze 14. století s vyobrazením Poslední večeře. Pochází z oltáře bývalého cisterciáckého kláštera Maubuisson.
- Mramorovou sochu Madony v mariánské kapli vytvořil Antonio Raggi (1624–1686), žák Giana Lorenza Berniniho.
- Alabastrovou sochu v mariánské kapli vytvořil Gilles Guérin (asi 1611–1678) a představuje Františka z Pauly, zakladatele řádu paulánů.
- Sochy apoštola Petra a Máří Magdaleny v kapli sv. Terezie jsou dílem Jacquese Sarazina (1592–1660).